# Sudet
Sudet (svenska: "Vargarna") är en idrottsförening från Kouvola i Kymmenedalen. Föreningen bildades på luciaafton 1912 i Viborg som Wiipurin Bandy & Jalkapalloseura (Viborgs bandy och fotbollsklubb); Viborg tillhörde på den tiden Finland. År 1924 namnändrades föreningen till Wiipurin Sudet (Viborgs vargar). När Sovjetunionen annekterade området på 1940-talet tvingades föreningen, tillsammans med hela befolkningen, lämna hemstaden för Helsingfors. Namnet ändrades 1950 till enbart Sudet och 1962 lämnade klubben huvudstaden och slog sig ned i Kouvola, där den har hört hemma sedan dess.

## Bandy
Viborgsklubben etablerade sig tidigt som en maktfaktor inom finsk bandy och vann sitt första FM-guld redan 1914. Klubben dominerade vid denna tidpunkt sporten totalt och vann sex mästerskap i rad 1914-1920 (tävlingen ställdes in 1918 på grund av frihetskriget). Klubben alternerade sedan med HJK om mästerskapstiteln, Sudet vann den 1922, 1925-1927, 1929-1930 och 1932-1933.
Efter flytten från Viborg har emellertid herrlaget inte vunnit fler mästerskap. År 2014 vann damlaget sitt första finska mästerskapet - precis 100 år efter herrlagets första titel!
Sammantaget har herrlaget vunnit 14 FM-guld, nio silver och två brons. Den senaste medaljen kom 1941 då Sudet föll med 2-4 i finalen mot IFK Helsingfors.

## Fotboll
Fotbollslaget nådde semifinal i det finska mästerskapet 1924, 1925, 1928 och 1929. Laget kvalificerade sig dock inte för den första upplagan av Mästerskapsserien 1930 men väl den andra 1931. Laget höll sig kvar i serien till 1938, med tabellraden 6-5-3-4-6-4-3-8. Publikrekordet noterades 1937 då 3 264 såg "Vargarna" ta sig an TPS. Till följd av vinterkriget kunde inte seriespel genomföras 1940, istället tillgreps cupspel. Spelformatet passade viborgarna väl, de vann semifinalen över HJK med 2-1 och sedan finalen mot TPS med 2-0. Sudet korades därmed till finska mästare 1940.
Efter flytten till Helsingfors tog sig Sudet upp till 1946/1947. Serien bestod av åtta lag, varav fem lag, däribland Sudet, kom från Helsingfors. Laget slutade näst sist. Till säsongen 1948 utökades antalet lag till 16 men Sudets tolfteplats innebar degradering. År 1950 steg laget ånyo till ligan men av tio lag 1951 hamnade Sudet näst sist och föll ur omedelbart. Säsongen 1966 föll laget ur andradivisionen och har sedan dess inte återhämtat sig.
I dagsläget (2015) tillhör Kouvola-klubben tredjedivisionen.

## Innebandy
Klubben har även en innebandysektion.